# هربرت بروهاسكا
هربرت بروهاسكا (بالألمانية: Herbert Prohaska) مواليد 8 أغسطس 1955 في فيينا، هو لاعب كرة قدم نمساوي دولي سابق كان يلعب كلاعب وسط. اعتزل اللعب عام 1989. سبق له أن لعب في كأس العالم لكرة القدم مع منتخب بلاده. بدأ مسيرته الرياضية عام 1972. لعب خلال مسيرته 535 مباراة سجل خلالها 108 أهداف.

## المسيرة الاحترافية

### أندية لعب لها
- أوستريا فيينا
- إنتر ميلان
- نادي روما

## روابط خارجية
- هربرت بروهاسكا على موقع IMDb (الإنجليزية)
- هربرت بروهاسكا على موقع ميوزك برينز (الإنجليزية)
- هربرت بروهاسكا على موقع قاعدة بيانات الفيلم (الإنجليزية)
- هربرت بروهاسكا على موقع الاتحاد الدولي (مؤرشف)  (الإنجليزية)
- هربرت بروهاسكا على موقع الاتحاد الأوربي (الإنجليزية)
- هربرت بروهاسكا على موقع قاعدة بيانات كرة القدم.إي يو (الإنجليزية)
- هربرت بروهاسكا على موقع ناشيونال فوتبول تيمز (الإنجليزية)
- هربرت بروهاسكا على موقع عالم كرة القدم.نت (الإنجليزية)